# Maré (wyspa)
Maré – druga co do wielkości, najbardziej wysunięta na południe wyspa w archipelagu Wysp Lojalności w Nowej Kaledonii na Oceanie Spokojnym.

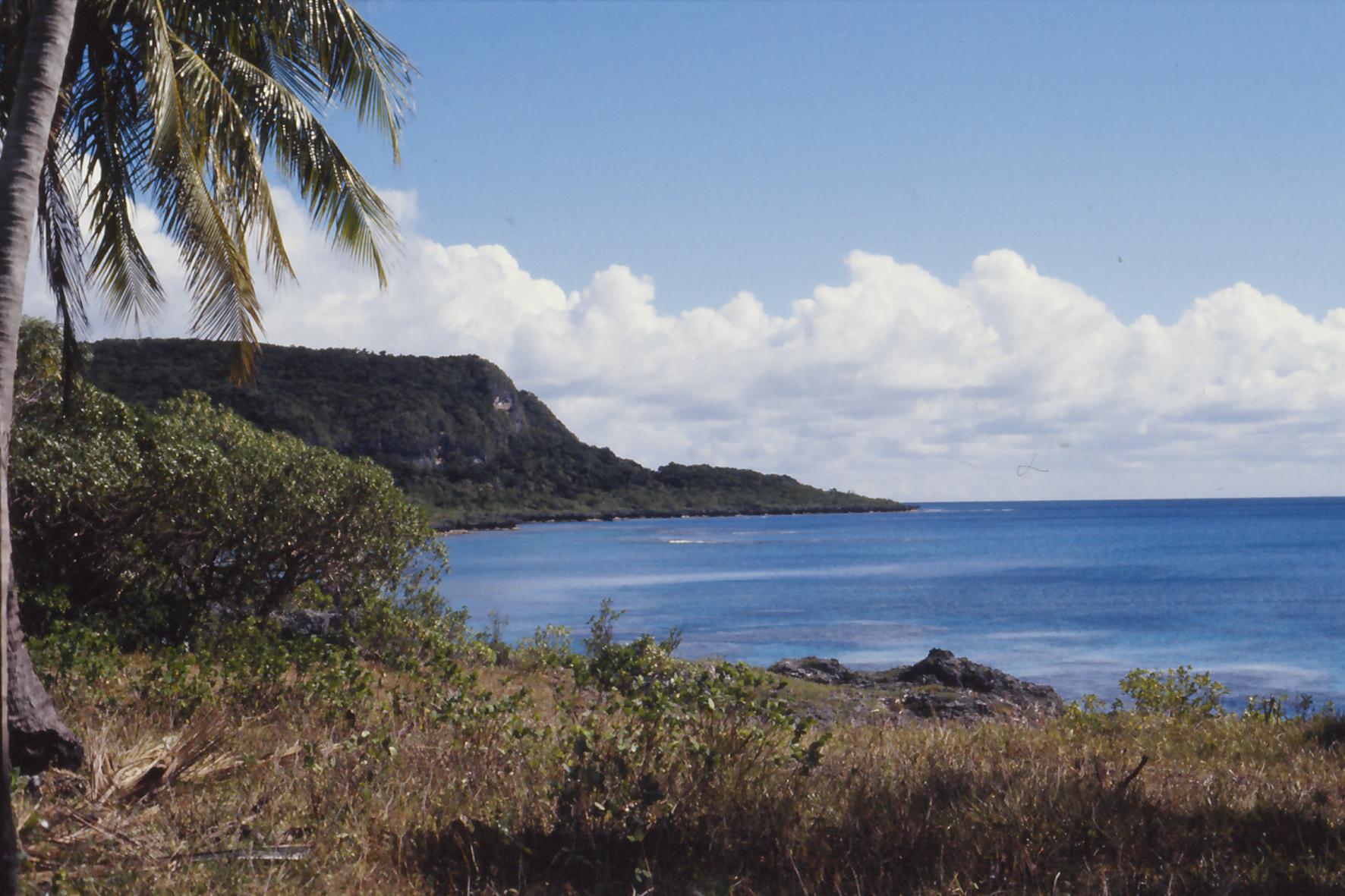

## Przynależność administracyjna
Według podziału administracyjnego Nowej Kaledonii wyspa należy do gminy Maré, która jest częścią jednej z trzech nowokaledońskich prowincji – Wysp Lojalności (fr. Province des îles Loyauté).

## Geografia
Powierzchnia wyspy wynosi 641,7 km². Jej długość to 62 km, natomiast szerokość waha się od 16 do 33 km. Najwyższym wzniesieniem wyspy jest Wabayoc (138 m n.p.m.). 
Główne przylądki na wyspie:
- Cap Coster (północny wschód)
- Cap Machau (północny zachód)
- Cap Boyer (południowy wschód)
- Cap Wabao (południowy zachód)

Linia brzegowa wyspy jest dosyć zróżnicowana i bogata w liczne mniejsze przylądki. Formują one swoiste rozgałęzienia gwiazdy, przez co tworzą w linii brzegowej wyspy liczne małe zatoki. Poczynając od Przylądka Machau na północnym zachodzie, na wyspie wyróżniane są następujące duże zatoki (zgodnie z ruchem wskazówek zegara):
- Baie du Nord (Baie de Waeko)
- Baie de l’Allier (największa z zatok)
- Baie de Wabao (Baie de Niri)
- Baie de Tadine

Wyspa, podobnie jak pobliskie Lifou oraz Ouvéa, zbudowana jest ze skał wapiennych pochodzenia koralowego (z raf koralowych).